# نیش (فیلم ۲۰۲۴)
نیش (به انگلیسی: Sting) یک فیلم ترسناک و دلهره‌آور محصول سال ۲۰۲۴ به نویسندگی و کارگردانی کیا روچ-ترنر است. در این فیلم رایان کر، آلایلا براون، پنه‌لوپه میچل، رابین نوین، نونی هازلهرست، سیلویا کولوکا، دنی کیم و جرمین فاولر به ایفای نقش می‌پردازند. فیلم دختر جوانی را دنبال می‌کند که عنکبوت بیگانه‌ای را بزرگ می‌کند و سپس شروع به ایجاد وحشت در مجتمع آپارتمانی او می‌کند.
این فیلم در ۱۲ آوریل ۲۰۲۴ در ایالات متحده اکران شد.

## داستان
شارلوت ۱۲ ساله پس از بزرگ کردن یک عنکبوت با استعداد در خفا، باید با حقایق در مورد حیوان خانگی خود روبرو شود، و برای بقای خانواده‌اش بجنگد، زمانی که این موجود جذاب به سرعت در حال رشد و کشتار است.و مدرسه برود

## تولید
فیلمبرداری در استرالیا انجام شد و در فوریه ۲۰۲۳ به پایان رسید.

## انتشار
این فیلم در ۱۲ آوریل ۲۰۲۴ در ایالات متحده و توسط استودیوکانال در بریتانیا، استرالیا، نیوزیلند، فرانسه، آلمان، سوئیس و بنلوکس منتشر شد.

## بازخوردها
- این فیلم در ۹۷۵ سینما در سراسر جهان اکران شد و در پنج روز ۸۲۵٫۷۹۷ دلار فروخت.[۶]
- در وب‌سایت جمع‌آوری نقد راتن تومیتوز از ۵۹ نقد منتقد، با میانگین امتیاز ۶ از ۱۰ مثبت است.
- در متاکریتیک، که از میانگین وزنی استفاده می‌کند، بر اساس رای هفت منتقد، امتیاز ۵۲ از ۱۰۰ را به فیلم اختصاص داد که نشان دهنده نقدهای «مختلط یا متوسط» است.